# Kyrenia
Kyrenia (in greco Κερύνεια?, Keryneia; in turco Girne; in italiano Cerinia o anche Cerines) è un comune di Cipro, situato nella parte settentrionale dell'isola e capoluogo dell'omonimo distretto, ma de facto parte dello stato autoproclamato di Cipro del Nord e capoluogo del distretto di Girne.
Fondata dagli Achei e rafforzata poi da Bizantini, Franchi e Veneziani fu occupata dalla forze armate turche nel 1974. Importante meta turistica,  essa è particolarmente nota sia per il castello, realizzato in diversi stadi sin dall'epoca romana, sia per l'omonimo relitto risalente al IV secolo a.C. e qui rinvenuto nel 1967. A Kyrenia ha sede il quartier generale del Comando delle forze di pace turche di Cipro. La città prima del 1974 aveva una popolazione mista con maggioranza greco-cipriota.
Nel 2011 Kyrenia aveva 33 207 abitanti.

## Geografia fisica
Kyrenia si trova sulla costa settentrionale di Cipro, ai piedi della catena montuosa del Pentadaktylos, a 18 chilometri a nord della capitale Nicosia.

### Clima
Kyrenia ha un clima mediterraneo caldo-estivo (classificazione climatica di Köppen Csa) con estati lunghe, secche e calde e inverni freschi con tempo misto di sole e pioggia.

## Origini del nome
Il nome della città è sempre stato Κερύνεια per i greco-ciprioti e Girne (nel passato Geriniye) per i turco-ciprioti. Il significato del nome è oscuro, ma alcuni ne fanno risalire l'origine già all'anno 1000 a.C..

## Storia

### Evo antico
Si ritiene che Cefeo di Arcadia sia stato il fondatore della città di Kyrenia. Condottiero, arrivò sulla costa settentrionale dell'isola portando con sé molti coloni provenienti da varie città dell'Achea. Una di queste città, situata vicino all'attuale Aigio, nel Peloponneso, si chiamava anch'essa Kyrenia. Si dice che sia la patria della mitica cerva di Cerinea (in greco antico: Κερυνῖτις ἔλαφος?, Kerynitis elaphos) protagonista della terza fatica di Ercole. A est di Kyrenia si trova la "Costa degli Achei". Secondo Strabone, fu a Kyrenia che Teucro sbarcò per la prima volta dopo la guerra di Troia per fondare l'antico Regno di Salamina.
Il primo riferimento alla città di Kyrenia si trova, insieme a quello delle altre sette città-regno di Cipro, in scritture egizie risalenti al periodo di Ramesse III, 1125-1100 a.C..
Fin dai primi tempi del suo insediamento, il commercio e gli scambi marittimi di Kyrenia beneficiarono enormemente della sua vicinanza alla costa dell'Asia Minore. Le imbarcazioni salpavano dalle isole dell'Egeo, bordeggiavano lungo la costa dell'Asia Minore per poi attraversare il corto braccio di mare fra questa e le coste settentrionali di Cipro e raggiungere le due città-regno di Lapithos e Kyrenia. Questa vivace attività marittima è testimoniata da un antico relitto (risalente a un periodo fra la fine del IV e l'inizio del III secolo a.C.) scoperto da Andreas Kariolou nel 1965 sul fondale a un miglio dal porto di Kyrenia. La rotta della nave da Samos, passando poi per Kos, Rodi, la costa dell'Asia Minore sino a Kyrenia, dimostra le strette relazioni marittime della città con le altre città-regno del Mediterraneo orientale.
Durante la lotta per la successione tra Tolomeo e Antigono che seguì la morte di Alessandro Magno nel 323 a.C., Kyrenia fu sottomessa al regno di Lapithos che si alleò con la dinastia antigonide. Diodoro Siculo osserva che nel 312 a.C. Tolomeo fece prigioniero Prassipo, re di Lapithos e re di Kyrenia. La dominazione dei Tolomei sull'intera isola significò la fine dell'autonomia delle città-regno di Cipro. Kyrenia, tuttavia, grazie al suo commercio marittimo, continuò a prosperare. Nel II secolo a.C. essa è citata come una delle sei città cipriote che erano benefattrici dell'Oracolo di Delfi, cioè ricevevano i suoi rappresentanti speciali i quali raccoglievano contributi e doni. La prosperità della città in questo periodo è testimoniata anche dai suoi due templi, uno dedicato ad Apollo e l'altro ad Afrodite, e dai ricchi reperti archeologici di epoca ellenistica scavati entro gli attuali confini della città.
I Romani succedettero ai Tolomei come governanti di Cipro e in questo periodo Lapithos divenne il centro amministrativo del distretto. Le numerose tombe scavate e i ricchi reperti archeologici risalenti a questo periodo indicano tuttavia che Kyrenia continuò a essere una città popolosa e prospera. Un'iscrizione rinvenuta alla base di una statua in pietra calcarea risalente al 13-37 d.C. fa riferimento al "Demos dei Kyreniani", cioè agli abitanti della città. Anche qui, come altrove, i Romani lasciarono la loro impronta costruendo un castello con una diga di fronte ad esso, in modo che le barche e le navi potessero ancorarsi in sicurezza.
Il cristianesimo trovò terreno fertile nella zona. I primi cristiani utilizzarono le antiche cave di Chrysokava, a est del castello di Kyrenia, come catacombe e cimiteri scavati nella roccia, considerati tra i più importanti esemplari dell'isola di questo periodo. In seguito, alcune di queste grotte sono state convertite in chiese e presentano bellissime iconografie, la più rappresentativa delle quali è quella di Ayia Mavri.  Il Menologium greco racconta, al punto 6, che il vescovo di Kyrenia Teodoto fu arrestato e torturato sotto Licinio, prima di essere rilasciato quando l'Editto di Milano del 313, di cui Licinio era coautore, impose la tolleranza dei cristiani nell'Impero romano.

### Medioevo

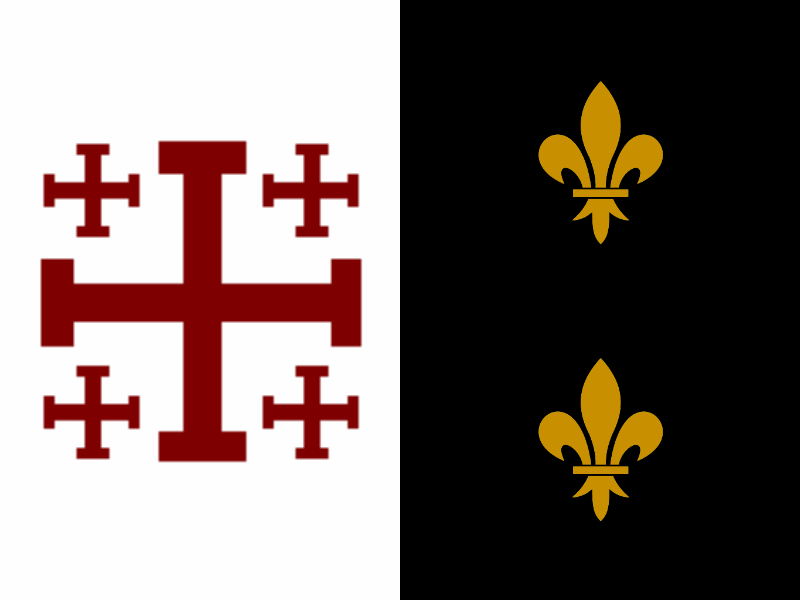
Stendardo duecentesco della famiglia Lusignano nel castello di Kyrenia

Con la divisione dell'Impero romano in Impero d'Oriente e Impero d'Occidente, nel 395 Cipro passò sotto gli imperatori bizantini e la Chiesa greco-ortodossa. L'imperatore bizantino Costantino V (r. 741-775) fortificò il castello romano di Kyrenia; nel X secolo fu costruita nelle sue vicinanze una chiesa dedicata a San Giorgio, che la guarnigione usava come cappella. Poi, quando nell'806 Lambousa fu distrutta dalle incursioni arabe, Kyrenia crebbe di importanza perché il suo castello e la sua guarnigione offrivano agli abitanti protezione e sicurezza. Nel 1191 Isacco Comneno di Cipro, l'ultimo governatore bizantino dell'isola, tentò invano di mettere al sicuro nel castello la sua famiglia e i suoi tesori, quando il re Riccardo I d'Inghilterra gli mosse guerra e divenne il nuovo padrone dell'isola.
Il governo di Riccardo non fu accolto con favore a Cipro, così egli vendette l'isola prima ai Cavalieri Templari e poi, nel 1192, a Guido di Lusignano. Sotto la dominazione franca, i villaggi del distretto di Kyrenia divennero feudi e la città tornò ad essere il centro amministrativo e commerciale della regione. I Lusignano ampliarono il castello, costruirono una cinta muraria e torri intorno alla città ed estesero le fortificazioni al porto. Inoltre fortificarono anche i castelli bizantini di Sant'Ilario, Buffavento e Kantara che, insieme al castello di Kyrenia, proteggevano la città dagli attacchi via terra e via mare. Il castello di Kyrenia ha svolto un ruolo fondamentale nella storia dell'isola durante le numerose dispute tra i re franchi e i conflitti con i genovesi. 

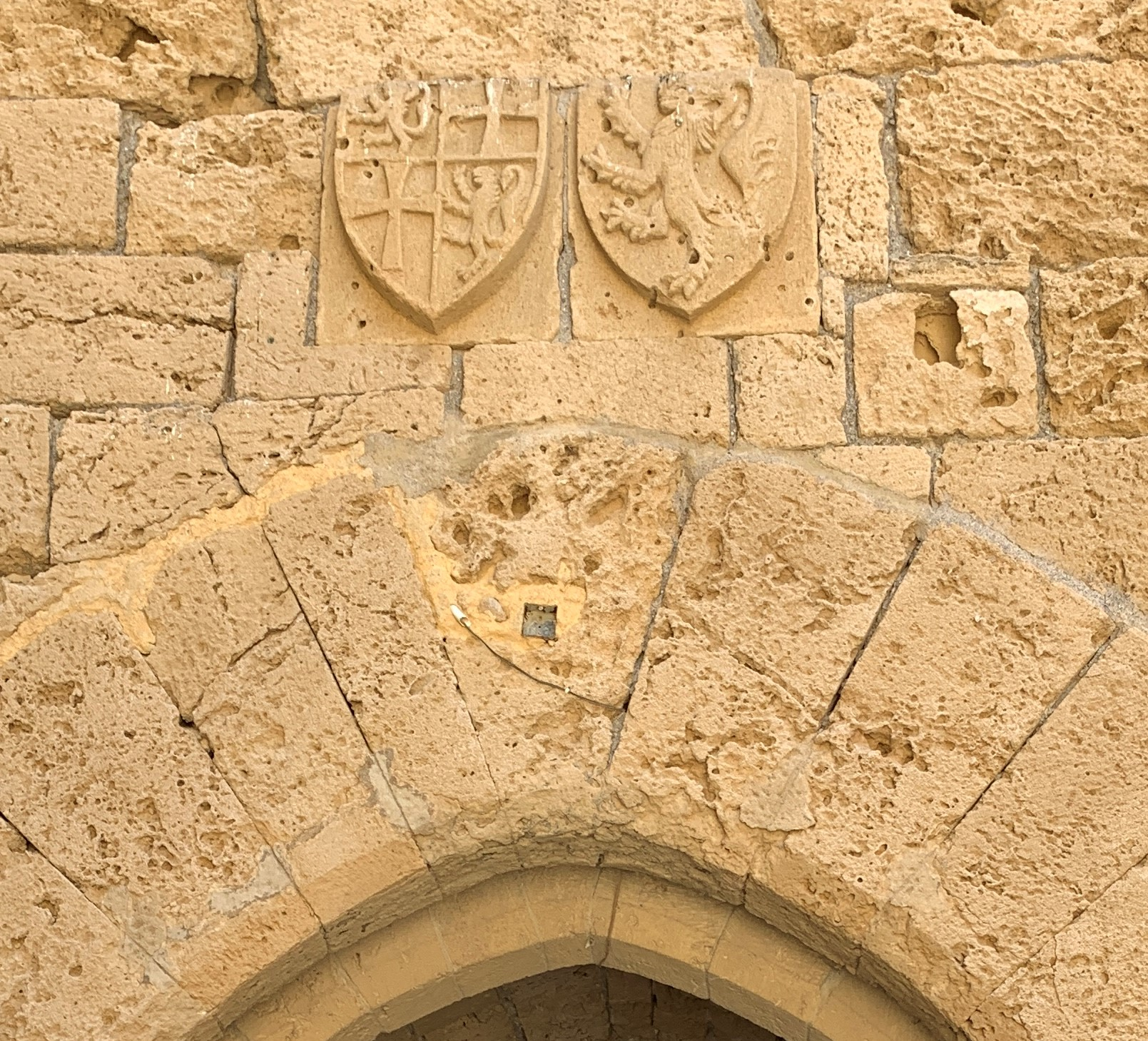
Dettaglio dello stemma di Lusignano che sovrasta la porta del castello di Kyrenia

Nel 1229, durante la guerra civile di Cipro, le forze del re Enrico I di Cipro e degli Ibelin sottrassero il castello di Kyrenia ai sostenitori di Federico II con l'appoggio di navi genovesi. Stranamente la moglie di Enrico, Alice di Monferrato, fu una delle vittime e lui non l'aveva mai incontrata.
Nel 1489, Cipro passò sotto il dominio veneziano. I veneziani modificarono il castello di Kyrenia per far fronte alla minaccia rappresentata dall'uso della polvere da sparo e dei cannoni. I quartieri reali del castello e tre delle quattro sottili ed eleganti torri franche furono demoliti e sostituiti da torri circolari e dalle spesse mura che potevano resistere meglio all'artiglieria.
Nel 1505, una pestilenza che si pensa abbia avuto origine in Anatolia uccise un quarto della popolazione della città. Un'altra pestilenza, originaria del Levante e che colpì alcune parti dell'isola, colpì la città nel 1523.
Le torri del castello non furono mai messe alla prova. Nel 1571, il castello e la città si arresero all'esercito ottomano.

### Dominio ottomano

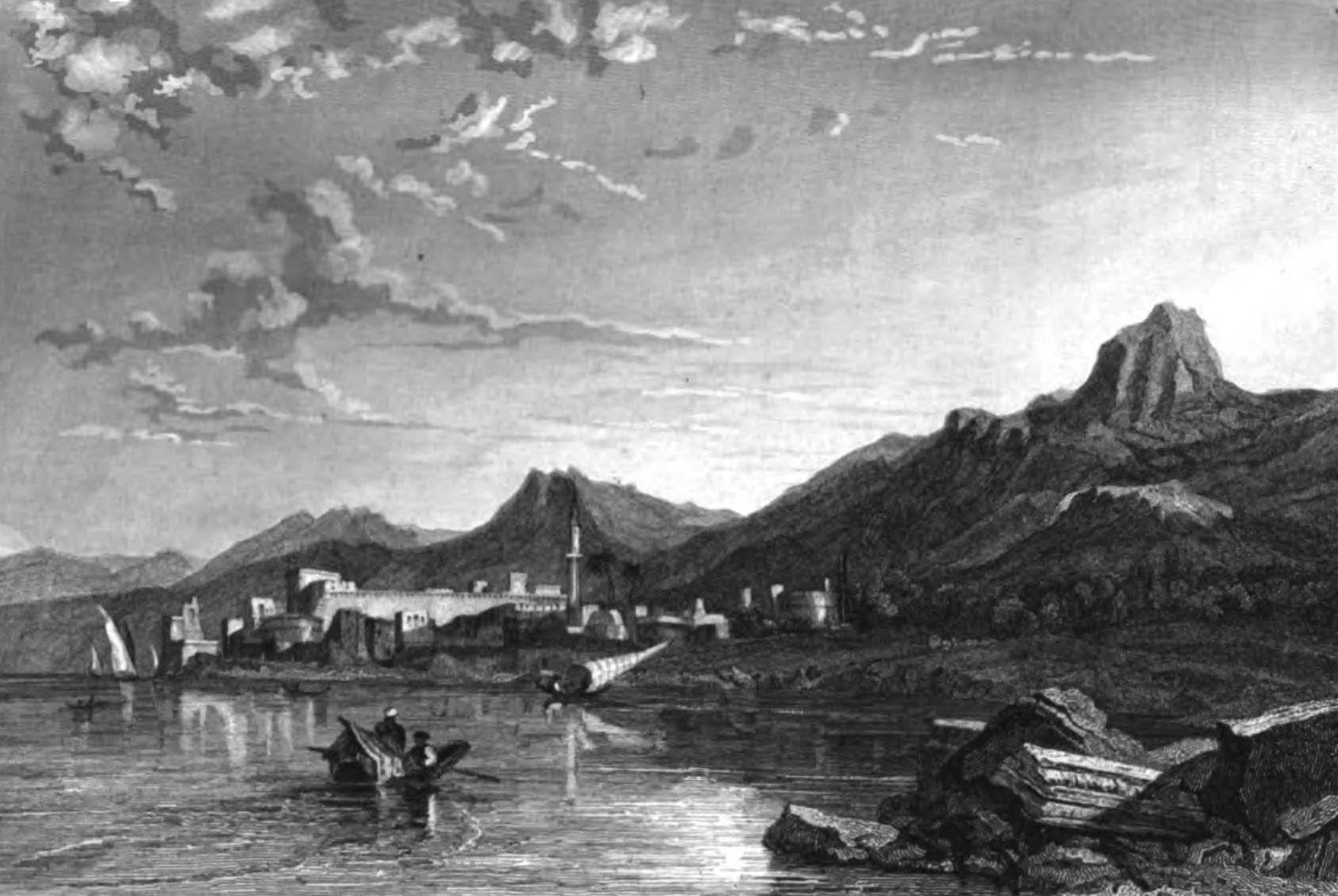
Kyrenia nel 1837

Sotto la dominazione ottomana, il distretto di Kyrenia fu uno dei quattro (più tardi diventati sei) distretti amministrativi dell'isola e la città rimase il suo capoluogo amministrativo. Tuttavia, la fortuna della città declinò quando fu trasformata in una città di guarnigione. La popolazione cristiana fu espulsa dalla città fortificata e a nessuno fu permesso di risiedere all'interno del castello se non agli artiglieri e alle loro famiglie. Questi angariarono gli abitanti della città e dei villaggi circostanti, cristiani e musulmani, con i loro saccheggi e crimini arbitrari. I pochi abitanti locali che osarono rimanere erano mercanti e pescatori il cui sostentamento dipendeva dal mare. Costruirono le loro case al di fuori delle mura della città, che con il tempo, l'incuria e il degrado andarono in rovina. Il resto degli abitanti si trasferì nella zona conosciuta come Pano Kyrenia o "Riatiko" (così chiamata perché un tempo apparteneva al re) o si rifugiò nell'entroterra e nei villaggi montani di Thermeia, Karakoumi, Kazafani, Bellapais e Karmi.
Nel 1765 a causa dell'aumento delle tasse il governatore del castello Khalil Aga si rivoltò contro il Sultano: un corpo di spedizione ottomano cinse d'assedio il castello e il governatore venne attirato fuori della fortezza con uno stratagemma e strangolato.

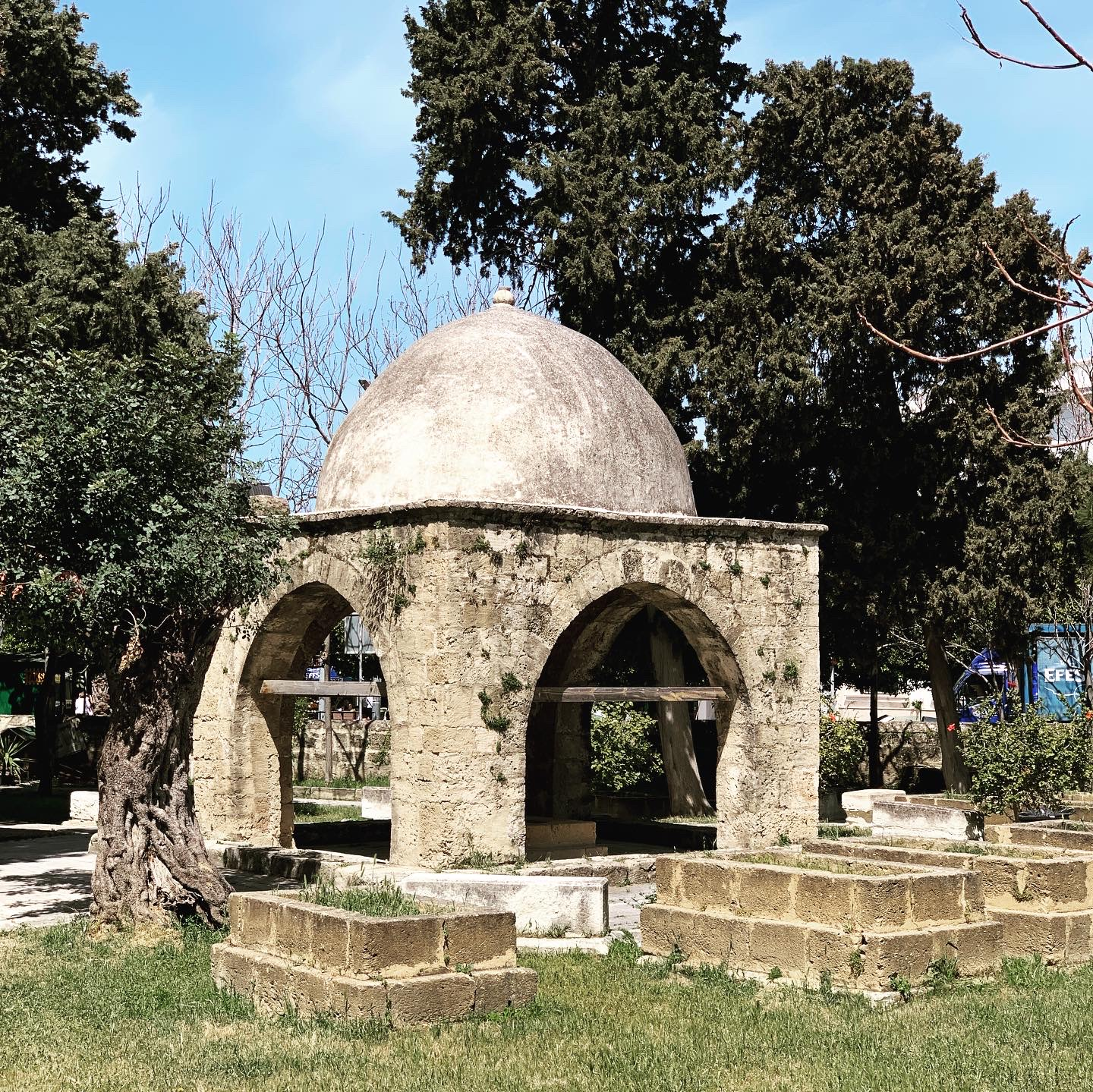
Cimitero ottomano, cupola e tombe

La città si rivitalizzò quando grazie a tangenti e doni i funzionari ottomani locali permisero la ripresa del commercio marittimo locale con l'Asia Minore e le isole dell'Egeo. Nel 1783, la chiesa della Panaghia Chrysopolitissa fu restaurata. Nel 1856, in seguito alla Hatt-ı Hümayun, che introdusse riforme sociali e politiche e una maggiore libertà religiosa per i vari popoli dell'Impero Ottomano, la chiesa dell'Arcangelo Michele fu ricostruita su un promontorio roccioso a picco sul mare. Più o meno in questo periodo, molti degli abitanti cristiani dei villaggi circostanti si stabilirono di nuovo in città. L'agricoltura locale e il commercio marittimo, in particolare l'esportazione di carrube in Asia Minore, permisero agli abitanti di Kyrenia di vivere agiatamente e ad alcuni di istruire i propri figli e di dedicarsi ad altre attività culturali.

### Dominio britannico

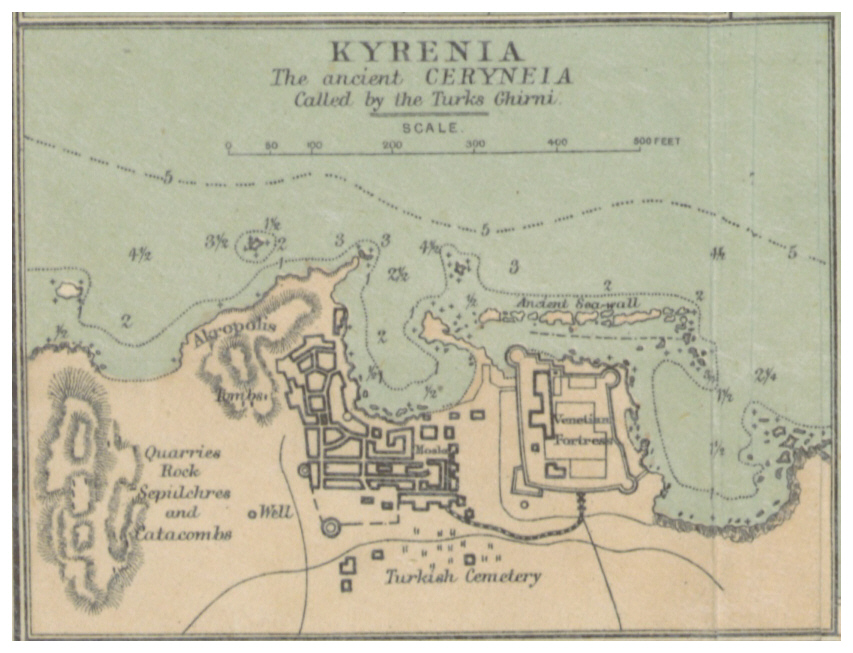
Mappa di Kyrenia nel 1878

Nel 1878, in seguito a un accordo segreto tra il governo britannico e quello ottomano, l'isola fu ceduta alla Gran Bretagna come base militare nel Mediterraneo orientale. Inizialmente la Gran Bretagna non intraprese grandi cambiamenti amministrativi, così Kyrenia rimase la capitale del distretto. Fu costruita una strada attraverso il passo del Pentadaktylos per collegare la città a Nicosia, la capitale dell'isola, e il porto fu riparato e ampliato per accogliere il crescente commercio con la costa opposta. Gli affari municipali della città furono messi in ordine e il consiglio comunale assunse un ruolo attivo nella pulizia e nella modernizzazione della città.
Nel 1893 fu costruito un ospedale grazie a contributi e sforzi privati. Nel primo decennio del novecento Kyrenia era una cittadina vivace, con un nuovo edificio scolastico, un proprio giornale e club sociali, educativi e sportivi. Era anche un luogo di vacanza preferito da molte famiglie benestanti di Nicosia. Molte case vennero trasformate in pensioni e nel 1906 venne costruito il primo hotel, l'"Akteon", in riva al mare.

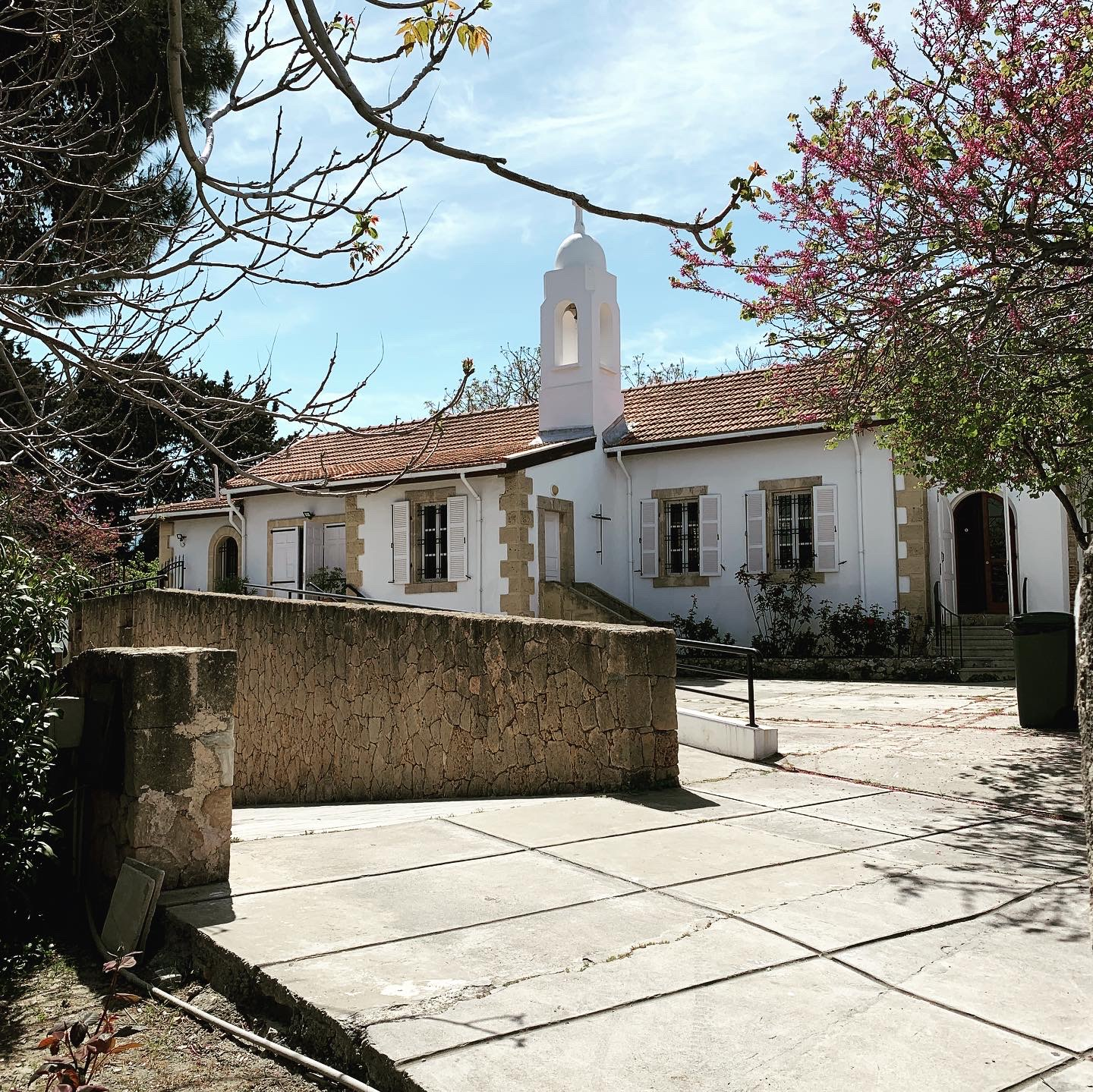
La chiesa di Sant'Andrea fa parte della diocesi anglicana di Cipro e del Golfo.

Questi primi decenni di dominio britannico, tuttavia, videro anche un aumento delle difficoltà economiche per la popolazione. L'elevata tassazione, le frequenti siccità e la depressione economica mondiale furono i fattori scatenanti di un esodo di massa dalla città e dal distretto, prima verso l'Egitto e poi verso gli Stati Uniti. Il passaggio dell'isola al dominio britannico suscitò ansia anche nella popolazione turco-cipriota, il cui numero ristagnò a causa di una significativa emigrazione verso la Turchia. Nel frattempo, la percentuale dei greco-ciprioti crebbe significativamente dal 49% al 67%.
Nel 1922, la sede episcopale di Kyrenia si trasferì nuovamente in città dopo il completamento di un nuovo edificio per il metropolita. Nello stesso anno, la guerra greco-turca arrestò tutti gli scambi commerciali con la costa opposta, causando una grave depressione economica.
Costas Catsellis, un giovane rimpatriato dagli Stati Uniti, venne in soccorso costruendo i primi hotel moderni della città, il Seaview nel 1922 e il Dome nel 1932. Il clima mite di Kyrenia, il pittoresco porto, i numerosi siti archeologici, le vedute panoramiche che combinano mare, montagne e vegetazione, insieme ai servizi moderni, attirarono presto molti viaggiatori e l'economia di Kyrenia si risollevò grazie al turismo.
Dopo la Seconda guerra mondiale furono costruiti altri alberghi e la città rimase un luogo di villeggiatura privilegiato per gli abitanti di Nicosia e per i viaggiatori stranieri. Agli abitanti greci e turchi della città si aggiunsero molti inglesi, che scelsero Kyrenia come luogo di residenza permanente.

### Dal 1960 a oggi

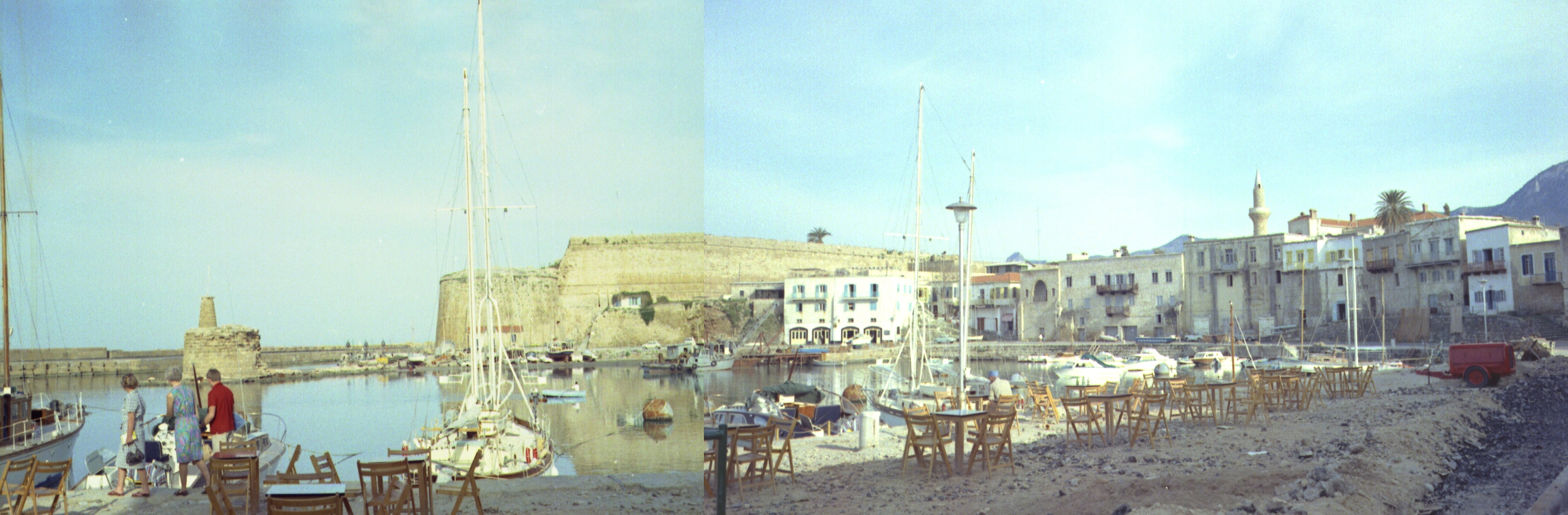
Il porto di Kyrenia nel 1967

Nel 1960, Cipro ottenne l'indipendenza dalla Gran Bretagna. Tuttavia, il conflitto intercomunitario scoppiato nel 1963-64 tra la popolazione greca e turca dell'isola erose nuovamente la prosperità di Kyrenia. Sebbene gli scontri in città fossero minimi, il movimento di Resistenza Turco bloccò la strada fra Kyrenia e Nicosia e occupò il castello di Sant'Ilario.
Nonostante queste difficoltà, gli anni '60 e i primi anni '70 furono un periodo di vivace attività culturale ed economica. Fu costruito un nuovo municipio e fu istituito un Museo del Folklore. L'antico relitto già menzionato fu riassemblato, insieme a tutte le anfore e al carico, ed esposto in modo permanente nel castello. Il numero di nuovi alberghi e di turisti si moltiplicò e all'inizio degli anni Settanta fu costruita una nuova strada che collegava da est la città a Nicosia. Le attività culturali della città aumentarono notevolmente. Oltre alle numerose fiere e feste tradizionali, culturali e religiose, che si celebravano ogni anno, venivano organizzate mostre di fiori, gare di yacht, concerti e spettacoli teatrali. Kyrenia, la più piccola delle città cipriote, era senza dubbio il gioiello più prezioso dell'isola.
Secondo il censimento del 1973, il 67,7% degli abitanti della città era greco-cipriota, mentre i turco-ciprioti costituivano il 25,1% della popolazione.  Gli abitanti della città, greci, turchi, maroniti, armeni, latini e britannici, coesistevano pacificamente e cooperavano nei loro affari quotidiani e la città era cresciuta al di là dei suoi due quartieri storici di Kato Kyrenia (Kyrenia Bassa) e Pano Kyrenia (Kyrenia Alta). L'agglomerato si era espanso verso le pendici della catena del Pentadaktylos, formando il nuovo quartiere chiamato "California", e verso est aveva quasi raggiunto la periferia dei villaggi di Thermeia, Karakoumi e Agios Georgios.
Il 20 luglio 1974, l'esercito turco invase Cipro in risposta a un colpo di Stato messo in atto dall'EOKA B e dalla giunta militare greca al potere dal 1967, sbarcando al 5-Mile point, a ovest di Kyrenia. Guadagnando terreno contro le forze locali, l'esercito turco raggiunse Kyrenia il 22 luglio 1974 durante il cessate il fuoco sponsorizzato dalle Nazioni Unite. La maggior parte della popolazione greco-cipriota della città fuggì in seguito all'avanzata turca. Un piccolo gruppo di greco-ciprioti che cercò di rimanere a Kyrenia fu tenuto nell'Hotel Dome fino all'ottobre 1975, dopodiché fu portato a Bellapais; il numero totale degli sfollati greco-ciprioti di Kyrenia fu di circa 2.650 persone. Successivamente, si sono trasferiti a Kyrenia anche turco-ciprioti sfollati da altre parti di Cipro e turchi immigrati dalla Turchia, con il risultato che l'attuale composizione etnica della città è prevalentemente turca e turco-cipriota.

## Monumenti e luoghi d'interesse

### Architetture civili

#### Il porto
Nel suo periodo di massimo splendore, poco prima dell'occupazione britannica dell'isola nel 1878, il porto di Kyrenia era un porto tranquillo, spesso ignorato, tra Cipro e altri Paesi dell'Europa e del Medio Oriente. Da qui i caicchi locali, di proprietà greco-cipriota, turco-cipriota e greca, conducevano un fiorente commercio. A seconda della stagione, esportavano grano e olive, asini e capre e molto altro. Le imbarcazioni più grandi, per lo più provenienti dall'Europa, arrivavano nel tardo autunno e all'inizio dell'inverno per esportare il raccolto di carrube, la principale voce di esportazione della zona. I caicchi portavano legno, terracotta, legumi, formaggio, burro e anche piccoli oggetti di lusso come stoffe di seta e cotone, bottoni e strani mobili. Lentamente, intorno al porto nacquero edifici a due piani, in quanto i proprietari utilizzavano il piano inferiore come magazzino e il secondo piano come residenza.
Il commercio della città con la costa anatolica e oltre il mar di Levante fu gravemente compromesso quando, nel 1885, l'allora governo britannico dell'isola iniziò i lavori del porto di Kyrenia, che lasciarono il porto aperto alle burrasche del nord. Lentamente, nei decenni successivi, decine di caicchi naufragarono nel porto e i loro proprietari spesso non riuscirono a riprendersi dalla perdita.
Attualmente il porto di Kyrenia è una zona turistica.

### Architetture militari

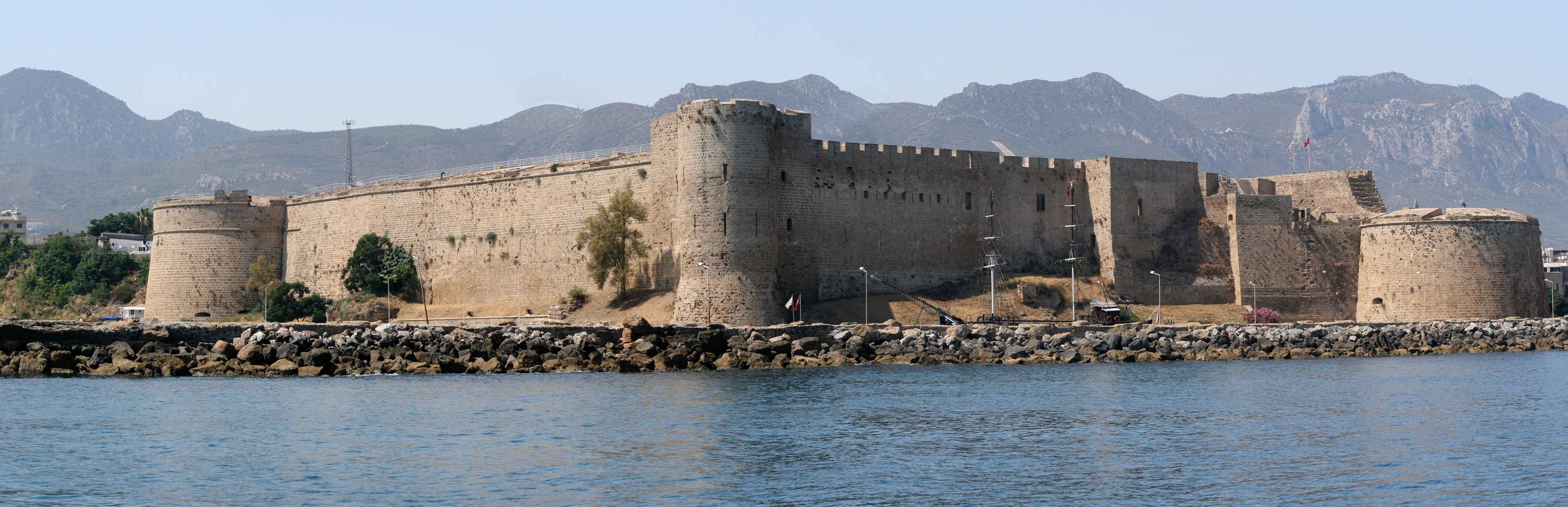
Panorama del Castello di Kyrenia (Girne Kalesi)

Il castello di Kyrenia, situato all'estremità orientale del vecchio porto, è un sito spettacolare. Il castello risale all'epoca bizantina ed è stato al servizio di Bizantini, Crociati, Veneziani, Ottomani e Inglesi. All'interno delle sue mura si trova una cappella del XII secolo contenente capitelli tardo-romani riutilizzati e un museo dei naufragi. Le enormi torri rotonde costruite dai veneziani nel 1540 occupano gli angoli. Queste rafforzavano il castello contro l'artiglieria dell'epoca.
Fuori città, sulla catena montuosa di Kyrenia, si trovano i Castelli di Buffavento, Sant'Ilario e Kantara, tutti costruiti dai Bizantini in seguito alle incursioni arabe sull'isola. Durante la dominazione lusignana, il castello di Buffavento era una prigione e si chiamava "Château du Lion". Si dice che il despota re bizantino dell'isola, Isacco Comneno, vi si sia rifugiato dopo la conquista di Cipro da parte di Riccardo Cuor di Leone nel 1191. Il castello di Sant'Ilario domina la città di Kyrenia ed è visibile per molti chilometri lungo la costa. I documenti storici mostrano che il castello era originariamente un monastero, fondato intorno all'800 quando un monaco di nome Hilarion scelse il sito per il suo eremo. Più tardi, forse nel 1100, il monastero fu trasformato in un castello. Il più orientale dei tre castelli è quello di Kantara. Le fonti menzionano il castello solo nel 1191, quando Riccardo Cuor di Leone conquistò l'isola.

### Architetture religiose

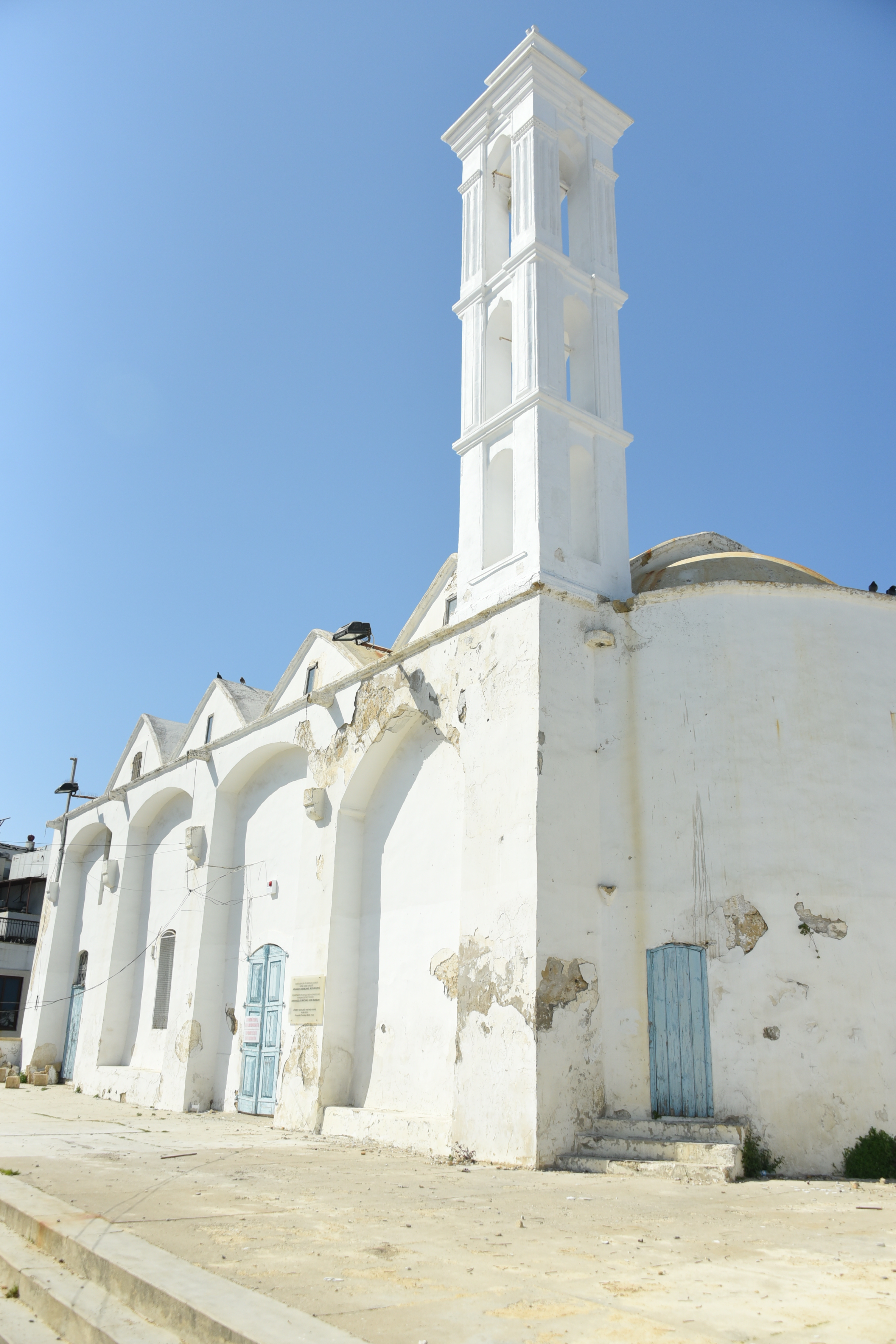
Chiesa di Archangelos e museo delle icone

La città ha un museo delle icone ospitato in una chiesa che era stata dedicata all'Arcangelo Michele. Non lontano da essa si trovano alcune tombe scavate nella roccia risalenti al IV secolo circa. Dietro il porto si trovano le rovine di una piccola chiesa cristiana e nel porto si trova una piccola torre da cui si poteva tendere una catena difensiva per chiudere il porto a eventuali nemici. La chiesa anglicana di St. Andrews si trova dietro il castello, vicino alla stazione degli autobus, ed è aperta tutto l'anno.

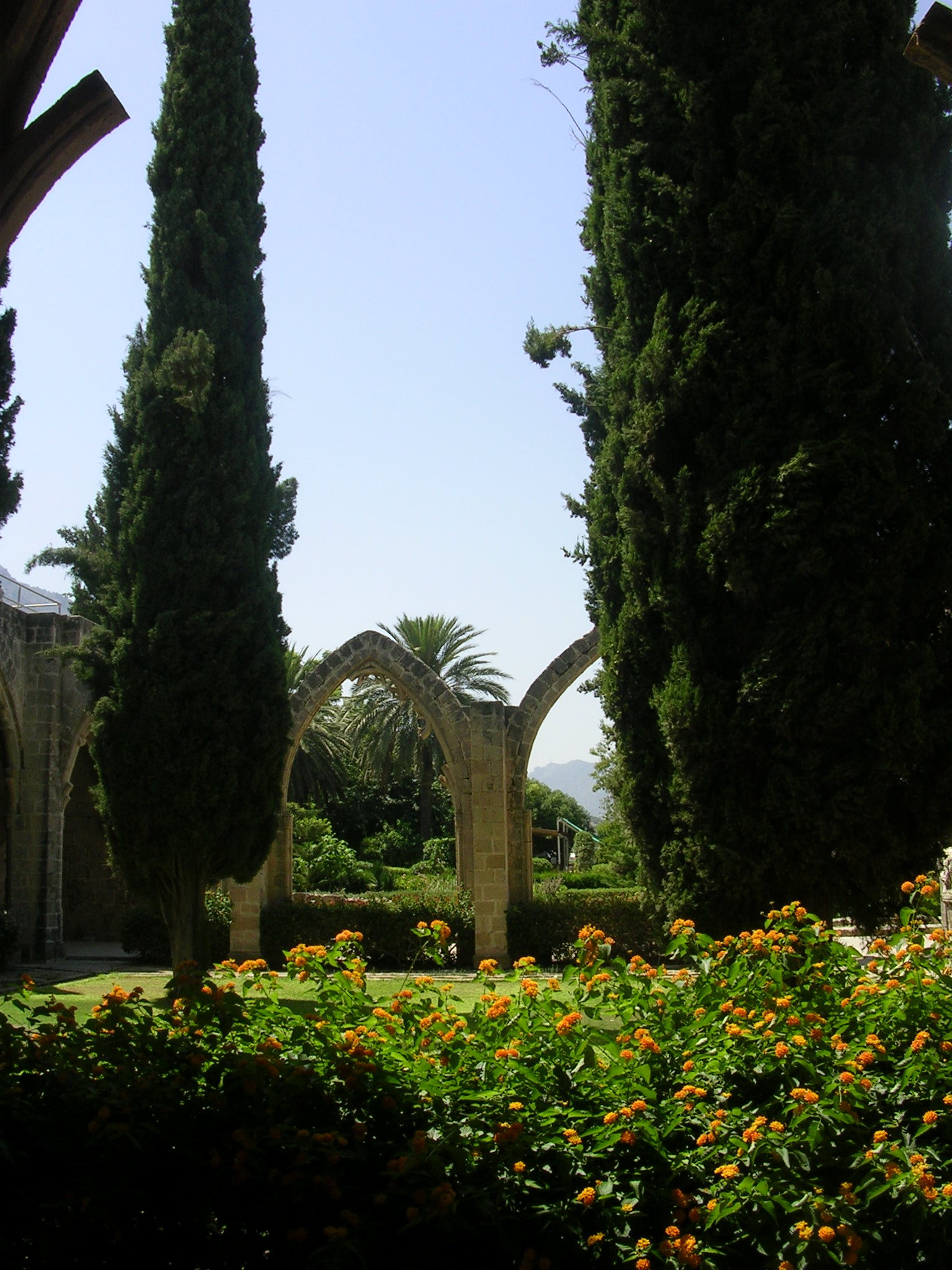
Corte interna dell'Abbazia di Bellapais

Un esempio di architettura ottomana nel centro della città è la Moschea di Agha Cafer Pasha, costruita nel 1589-90. La città ospita anche quattro fontane del XIX secolo e un cimitero di epoca ottomana in cui si dice siano stati sepolti i soldati che prestavano servizio al castello e le vittime di malattie contagiose.
L'Abbazia di Bellapais (dal francese "abbaye de la paix", che significa monastero della pace), nel vicino villaggio di Bellapais, fu costruita tra il 1198 e il 1205. L'edificio principale, così come lo si vede oggi, fu costruito nel XIII secolo dai monaci agostiniani francesi, in particolare durante il regno di re Ugo III (r. 1267-1284). I padiglioni intorno al cortile e il refettorio furono costruiti durante il regno di re Ugo IV, tra il 1324 e il 1359. È possibile vedere anche l'antica chiesa greco-ortodossa della Panaghia Asprophorousa (in greco Παναγία η Ασπροφορούσα?) "Madre Maria vestita di bianco".

## Società

### Evoluzione demografica
Nel 1973, un anno prima dell'invasione turca di Cipro, i greco-ciprioti della città costituivano la netta maggioranza (quasi il 67% nel censimento del 1973). La situazione era diversa nel XIX secolo, ma la percentuale di popolazione greca della città è cresciuta nel corso del XX secolo. Secondo il censimento ottomano del 1831, i musulmani costituivano la maggioranza con il 52%. Nel 1881, tre anni dopo l'inizio dell'amministrazione britannica dell'isola, i musulmani e i cristiani della città erano ancora in numero quasi uguale e il censimento di quell'anno registra una popolazione di 570 musulmani e 594 cristiani. Tuttavia, tra questa data e il 1931 parecchi musulmani emigrarono dalla città verso l'Anatolia, fatto che ridusse la percentuale di popolazione musulmana al 36% nel 1901, al 32,5% nel 1911, al 30% nel 1921 e al 24% nel 1931. Una spiegazione di questo esodo potrebbe essere l'ansia generale che regnava tra la popolazione musulmana dell'isola durante le guerre dei Balcani e la prima guerra mondiale, quando gli Ottomani combatterono contro la Grecia nella prima e la Gran Bretagna nella seconda. La proclamazione dell'isola come colonia britannica nel 1924 causò un'ulteriore emigrazione turco-cipriota verso l'Anatolia. La percentuale di popolazione turco-cipriota continuò a diminuire fino al 1960 (20%). Dalla fine della seconda guerra mondiale, Kyrenia è stata anche un'importante destinazione per la comunità di espatriati britannici. Nel 1960, la città ospitava quasi 429 residenti stranieri permanenti.
Durante il periodo più turbolento delle lotte intercomunitarie (1963-1974), a differenza di molti altri insediamenti turco-ciprioti, i turco-ciprioti hanno continuato a rimanere in città, ma sono rimasti principalmente confinati all'interno del loro quartiere. L'UNFCYP vi ha operato regolarmente tra il 1964 e il 1976. La maggior parte degli abitanti greco-ciprioti della città fu sfollata nel 1974, quando alla fine di luglio fuggirono dall'esercito turco in avanzata verso la parte meridionale dell'isola. Inoltre, alcuni residenti greco-ciprioti tentarono di rimanere in città dopo l'agosto del 1974. Alcuni di coloro che cercarono di rimanere furono tenuti nell'Hotel Dome fino all'ottobre 1975, dopodiché furono portati nel villaggio di Bellapais. Nel novembre 1975, il numero di persone rinchiuse in città era di 163. Questo numero scese a 95 nel febbraio 1976, a 48 in maggio e a soli 18 in agosto, a 16 nel gennaio 1977 e a 13 nel gennaio 1978. Nel settembre 1978, solo 7 greco-ciprioti (tra cui due maroniti e due greco-ciprioti sposati con turco-ciprioti) vivevano a Kyrenia. Attualmente, come il resto dei greco-ciprioti sfollati, i greco-ciprioti di Kyrenia sono sparsi in tutto il sud dell'isola, prevalentemente nelle città. Il numero di greco-ciprioti di Kyrenia sfollati tra il 1974 e il 1978 è stato di circa 2.650 (2.635 nel censimento del 1973).
Nel 1975, oltre alla popolazione turco-cipriota esistente, la città fu ripopolata da sfollati turco-ciprioti provenienti dalla città portuale di Limassol, a sud, e da alcuni villaggi dei distretti di Limassol e Paphos (es, Polis, Kidasi/Jiaz(Ceyhan), Tera/Çakırlar, Lempa/Çıralı, Vretsia/Dağaşan, Pelathousa/Karaağaç, Souskiou/Susuz, Geroskipou/Yeroşibu. Dalla metà degli anni '70, anche molti cittadini europei, turchi benestanti e turco-ciprioti provenienti da altre zone del nord dell'isola hanno acquistato proprietà, costruito case e si sono stabiliti qui. Grazie al recente boom edilizio e allo sviluppo del turismo, la città ospita anche molti lavoratori immigrati provenienti dalla Turchia, dall'Europa orientale, dall'Asia centrale e dal Pakistan, che lavorano in questi settori. Secondo il censimento turco-cipriota del 2006, la popolazione della città ammontava allora a 23.839 abitanti, ma questa cifra può salire a 30.000 durante le vacanze e la stagione turistica.

## Economia

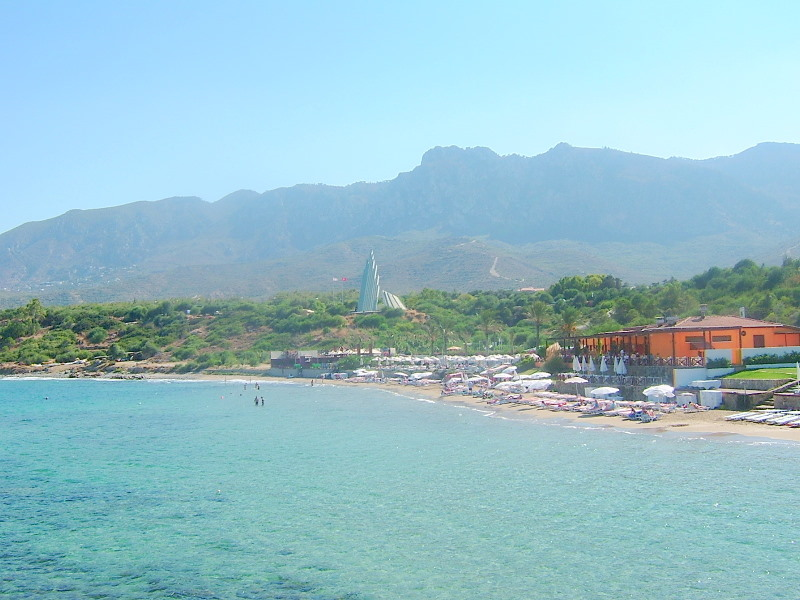
Una delle tante strutture balneari nei dintorni di Kyrenia

Definita una "città molto vivace" dalla Near East University, Kyrenia è il centro del turismo di Cipro Nord e una delle città più importanti di Cipro in termini di turismo. Ospita numerose aree commerciali e centri commerciali, ristoranti e una vivace vita notturna con diverse strutture di intrattenimento. Il porto, in particolare, è fiancheggiato da caffè, bar e ristoranti frequentati da locali e turisti. Nel 2009, contava 93 alberghi, nove dei quali a cinque stelle.
All'inizio degli anni 2000, la città e l'area circostante hanno registrato un boom edilizio grazie all'atmosfera positiva creata dal Piano Annan per Cipro. Tra il 2001 e il 2003, i casi di costruzione all'anno sono aumentati di oltre tre volte e la città ha visto una grande quantità di proprietà vendute a stranieri. Il boom edilizio ha portato alla costruzione di numerosi complessi residenziali e condomini. La città ha continuato a ricevere forti investimenti per tutto il decennio ed è tuttora un centro di investimenti. Tuttavia, la recessione che ha colpito Cipro Nord alla fine degli anni 2000 e all'inizio del 2010 ha colpito la città e ha causato grandi difficoltà ai piccoli imprenditori e ai proprietari di negozi per mantenere le loro attività. Una parte importante dell'economia è costituita dai turisti che vengono a visitare i casinò, ma questo non comporta necessariamente benefici per le imprese locali.
Oltre al suo porto storico, Kyrenia ospita un porto chiamato Porto Turistico di Kyrenia, aperto nel 1987. Questo porto è un importante nodo di trasporto di Cipro Nord, grazie alla sua relativa vicinanza alla Turchia, ed è sede di importanti attività commerciali, oltre ad essere un popolare punto di ingresso per i turisti che scelgono di viaggiare in traghetto. Ha contribuito notevolmente al flusso di prodotti commerciali e di turisti tra la Turchia e Cipro del Nord.

## Cultura

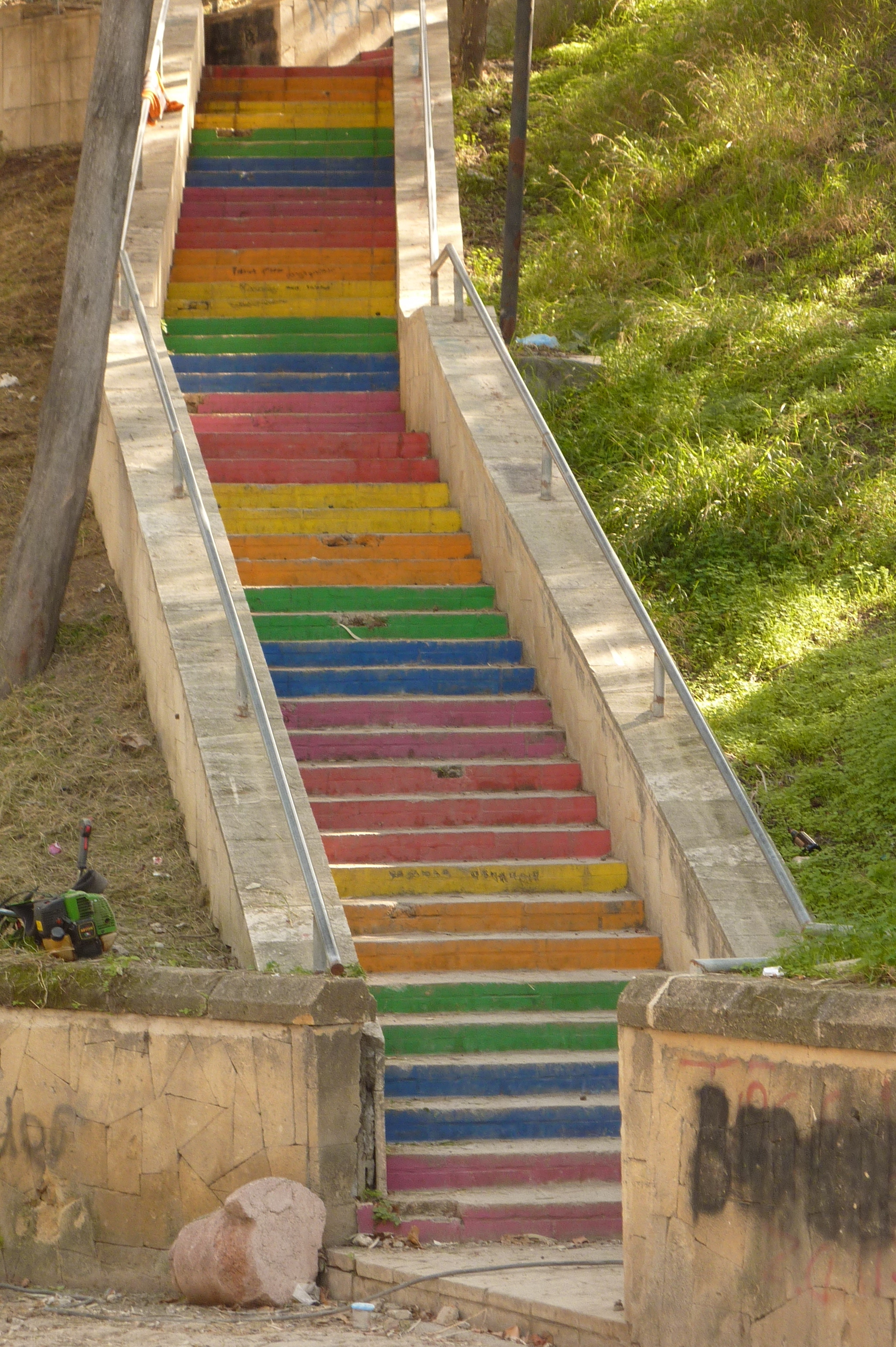
Arte di strada a Kyrenia: scalinate dipinte con i colori dell'arcobaleno

### Università
La città ha quattro università: la Girne American University, l'Università di Kyrenia, la Final International University e la Cyprus Science University.

### Eventi
Ogni anno, per tutto il mese di giugno, Kyrenia ospita il Festival della Cultura e delle Arti di Kyrenia. Il festival prevede concerti di band e cantanti turchi popolari, come Duman, Sertab Erener e Zülfü Livaneli, musica latina e reggae nell'anfiteatro della città e nella piazza Ramadan Cemil, talk show, opere teatrali e musical interpretati da gruppi teatrali provenienti dalla Turchia. Nel 2012 il festival ha visto la partecipazione di 500-600 artisti e performer. Ha ospitato anche artisti internazionali come i gruppi UB40 e The Animals e ha invitato artisti di strada dall'Europa per le loro esibizioni. È stato anche elogiato per il suo approccio inclusivo nei confronti dei musicisti locali, come modo per incoraggiare l'attività culturale a Cipro del Nord. Sotto il sindaco Nidai Güngördü, il festival è stato rinominato "Kyrenia Days of Culture and Arts" (Giorni della cultura e delle arti di Kyrenia), con attività diffuse da maggio a settembre.
Nel 2014 la città ha ospitato il Golden Island International Film Festival, la prima volta che un'organizzazione di questo tipo si è svolta a Cipro del Nord. Al festival sono stati proiettati 20 film turco-ciprioti, oltre a film stranieri.
La città ospita diverse attività musicali. Una di queste è l'annuale Festival Internazionale di Musica di Bellapais, al quale partecipano importanti musicisti turco-ciprioti, come il pianista Rüya Taner, e internazionali. Un'altra organizzazione di questo tipo è il Festival di Musica di Primavera di Bellapais, che presenta opere e concerti di musica classica di individui e istituzioni turco-cipriote, turche e internazionali.

## Amministrazione

### Gemellaggi
Kyrenia è gemellata non ufficialmente con:
- Adana[31]
- Bucharest Settore 4, dal 2013[32]
- Çankaya, Ankara[33]
- Karşıyaka, İzmir, dal 1998[34]
- Mudanya, Bursa, dal 1999[35]
- Muratpaşa, Antalya, dal 2009[36]